# Transmeta
Transmeta sviluppava tecnologie informatiche che avevano come obiettivo primario la riduzione dei consumi in dispositivi elettronici.
Transmeta è stata fondata nel 1995 da Bob Cmelik, Dave Ditzel, Colin Hunter, Ed Kelly, Doug Laird, Malcolm Wing, e Greg Zyner negli Stati Uniti d'America. Transmeta è stata acquisita da Novafora, che ha cessato le operazioni nell'agosto 2009.
Ha sviluppato due microprocessori VLIW utilizzanti Code Morphing Software: Crusoe ed Efficeon. Queste CPU sono x86 compatibili e sono state usate finora in computer ultra-portatili, server blade, Tablet PC, e desktop silenziosi, cioè dove i bassi consumi e la bassa produzione di calore li ha resi vantaggiosi.
Con l'uscita dei processori Pentium M prima e Intel Core dopo, la società ha visto assottigliarsi notevolmente il mercato a vantaggio di Intel.
Nel mese di febbraio 2007 la società ha annunciato l'intenzione di non produrre più microprocessori ma di concentrarsi sulla vendita delle proprietà intellettuali. In questo modo la società ridurrà il personale del 39% con un risparmio compreso tra i 17 e i 23 milioni di dollari. Questo non dovrebbe incidere in maniera rilevante sulle entrate della società che oramai derivavano principalmente dalla vendita di licenze.
Nel luglio 2007 AMD è entrata nel capitale della società acquisendo un numero imprecisato di azioni privilegiate, pagandole 7,5 milioni di dollari. Nell'ottobre 2007 ha raggiunto un accordo extra-giudiziario con Intel; la società accusava Intel di aver violato alcune sue proprietà intellettuali. Intel ha pagato 250 milioni di dollari per aver accesso non esclusivo a tutti i brevetti della società.

## Curiosità
Transmeta è famosa anche per il fatto di aver avuto per anni fra i suoi dipendenti Linus Torvalds, l'inventore (e attualmente il principale manutentore) del kernel Linux.